# Stadtbibliothek Freiberg am Neckar
Die Stadtbibliothek Freiberg am Neckar ist eine öffentliche Bibliothek in Baden-Württemberg im Landkreis Ludwigsburg. Sie dient zusätzlich als Schulbibliothek für die direkt benachbarte Oscar-Paret-Schule.
Im nationalen Bibliotheksranking BIX belegte sie 2011 zum sechsten Mal den ersten Platz in der Größenklasse der Städte zwischen 15.000 und 30.000 Einwohner.

## Geschichte

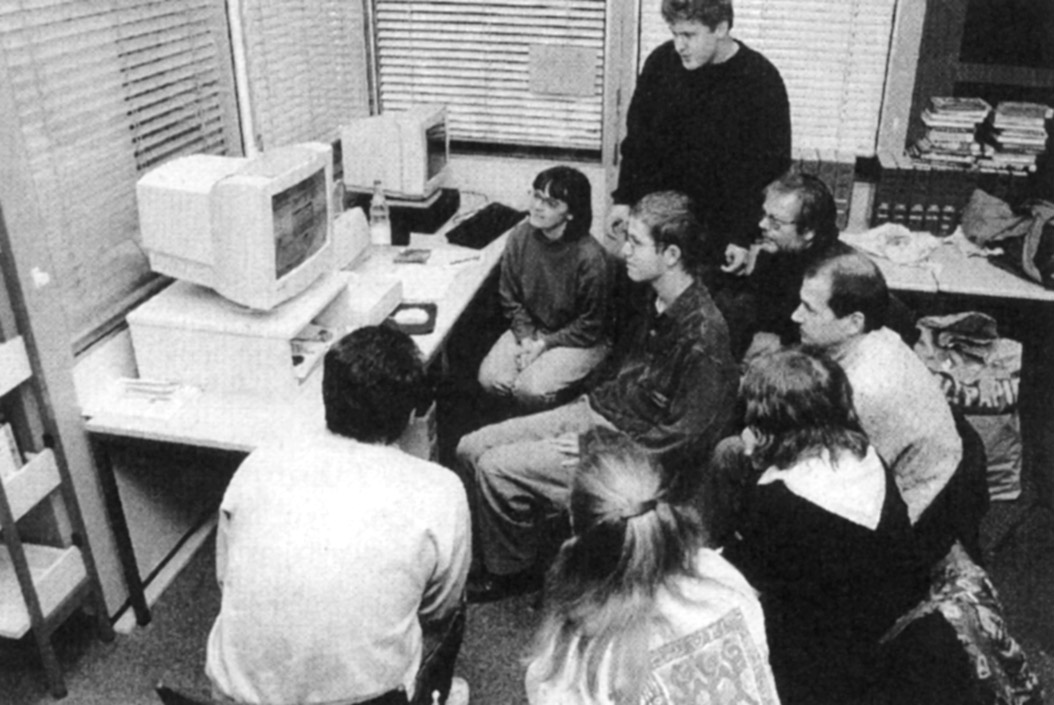
1997: erster Internetkurs in der Stadtbibliothek

Die Stadtbibliothek Freiberg wurde am 3. Juni 1976 infolge der Zusammenlegung der früheren Stadtteilbibliotheken Beihingen, Heutingsheim und Geisingen eröffnet. Erste Leiterin war Gerdi Eberhard. Die Bibliothek fand im neu geschaffenen Zentrum von Freiberg ihren Platz. Um auch die künftige Oscar-Paret-Schule mit Literatur unterstützen zu können, wurde die Bibliothek in deren Gebäude untergebracht, wobei sie einen separaten Eingang erhielt.
1997 fand der erste Internetkurs in der Stadtbibliothek Freiberg statt. Seit 1998 verfügt die Bibliothek über eine eigene Internetpräsenz. Seit 2000 kann auf diesem Weg auch auf den Bibliothekskatalog zugegriffen werden. Heute kann an sieben Bildschirmplätzen über eine Breitbandleitung im Internet gesurft werden. An allen Plätzen ist ein Farbdrucker angeschlossen und ein USB-2.0-Anschluss vorhanden.

## Medien

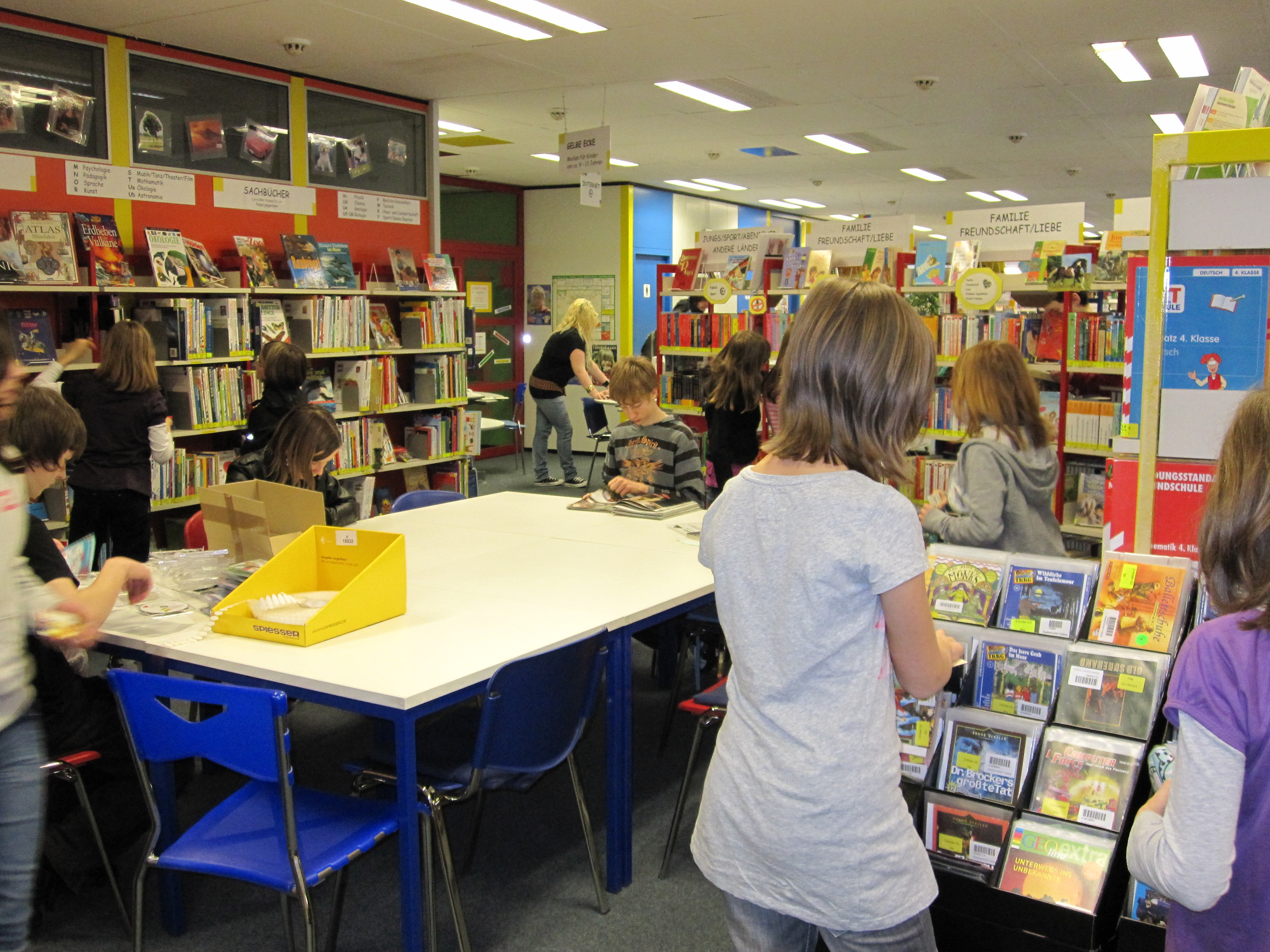
Große Pause in der Stadtbibliothek

Die Bibliothek verfügte 2011 über einen Bestand von rund 38.000 Medien, die in dem Jahr ca. 240.000 mal entliehen wurden:
- 7.800 Sach- und Fachbücher
- 6.700 Romane
- 12.600 Kinder- und Jugendbücher
- 92 Zeitschriften-Abos
- 9.700 Non-Book Medien (CDs, CD-ROMs, Blu-ray, (Konsolen-)Spiele, DVDs, …)

Kinder und Schüler sind die Hauptzielgruppe der Bibliothek, was sich auch im Bestand widerspiegelt. 2011 hatte die Bibliothek 3.500 aktive Benutzer und 130.000 Besucher. Sie beschäftigt sieben Mitarbeiter in Teilzeit.

## Veranstaltungen
Die Stadtbibliothek bietet jährlich ca. 230 Veranstaltungen an. Davon richten sich die meisten an Kinder, da sie die häufigsten Besucher und Ausleiher sind.

### Kinder

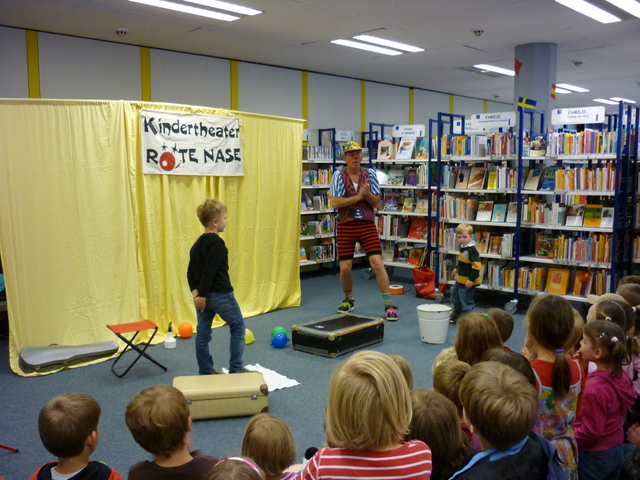
Kindertheater in der Stadtbibliothek

- Windelflitzer – Vorlesen für die Kleinsten mit allen Sinnen
- Kindertheater
- Kindergartenführungen
- Vorlesen und Basteln für 5- bis 7-Jährige
- Geburtstagsfeiern in der Bibliothek
- Taschengeldflohmarkt
- Kinder- und Jugendfest
- UNO-Turnier

### Schüler und Jugendliche
- Klassenführungen
- Taschengeldflohmarkt
- Jugendfreundeskreis
- Bibliotheks-AG
- Kinder- und Jugendfest
- Sommerleseclub

### Erwachsene
- Literaturkreis
- Freundeskreis
- Shakespeare-Picknick
- Lesungen

## Aktion „Mein Freiberg“

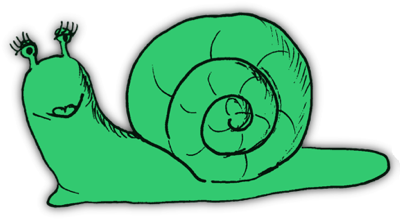
Der Geisinger Schneck

Auf der Homepage der Stadtbibliothek werden unter dem Namen „Mein Freiberg“ regelmäßig Geschichten und Spiele mit Bezug zu Freiberg präsentiert. Die Leser werden, beispielsweise durch Wettbewerbe, aktiv mit einbezogen.

## Preise und Auszeichnungen
Die Stadtbibliothek belegte bereits sechsmal (2001–2003, 2007, 2009, 2011) den ersten Platz im Bundesweiten Bibliotheksindex für öffentliche Bibliotheken im Teilbereich Gemeinden mit 15.000–30.000 Einwohnern.
2000 gewann die Bibliothek einen Preis des Landes Baden-Württemberg für die Förderung der Internetkompetenz im Land. 2001 wurde die Bibliothek als erste öffentliche Bibliothek Deutschlands nach der ISO-Norm 9001:2000 zertifiziert.